# Горі (Ірландія)
Горі (ірл. Guaire)  — містечко на півночі графства Вексфорд, Ірландія. Це біля головної дороги Дублін М11 від Вексфорда. Місто також підключене до залізничної мережі за тим же маршрутом. Місцеві газети включають Gorey Guardian.

Як зростаюче для деяких жителів місто до Дубліна  на початку 21 століття спостерігається збільшення населення.  У період з 1996 по 2002 рік населення навколишнього району зросло на 23%,  а саме місто за 20 років між переписом 1996 та 2016 років збільшилось більш ніж удвічі (з 3939 до 9822 жителів). 
Серед найдавніших записів парафії та міста Горі, також іноді історично відомих як Кілміхелог (ірл. Cill Mhocheallóg; означає «церква Мохеолога»),   це нормандські записи 1296 року, які фіксують існуюче місто на цьому місці.    Кілька століть пізніше, в 1619 році, місту було надано статут як район, під назвою Ньюборо.  Однак, як зазначають картограф Самуель Льюїс та видавець Джордж Генрі Бассетт, ця назва «ніколи [не переросла] у загальне вживання», оскільки «жителі не сприймали доброзичливо до імені, обраного для міста».   Статут району був отриманий тодішнім єпископом Фернса і Лейліна Томасом Рамом (1564–1634). 
Разом з іншими подіями в цьому районі, а також як основні місцеві господарі, сім'я Рамів побудувала великий маєток на північ від міста.  Садиба цього садиби, Рамфорт, була спалена після Ірландського повстання 1641 року та знову під час Ірландського повстання 1798 року.   Будинок Рамфорта був перебудований у 19 столітті за проектами архітектора Даніеля Робертсона. 
На додаток до ринкового будинку 18-го століття  багато найбільших будівель у самому місті відносяться до середини 19 століття. Сюди входять залізнична станція Горі, яка датується 1863 р.,  церква Ірландської церкви (Kilmakilloge), датована 1861 р.  та римо-католицька церква (присвячена святому Михайлу), закінчена в 1843 р.  Горі був центром кількох конфліктів під час повстання 1798 р., і пам’ятник цим подіям був встановлений у місті у сторіччя повстання (1898 р.). 

## Зручності

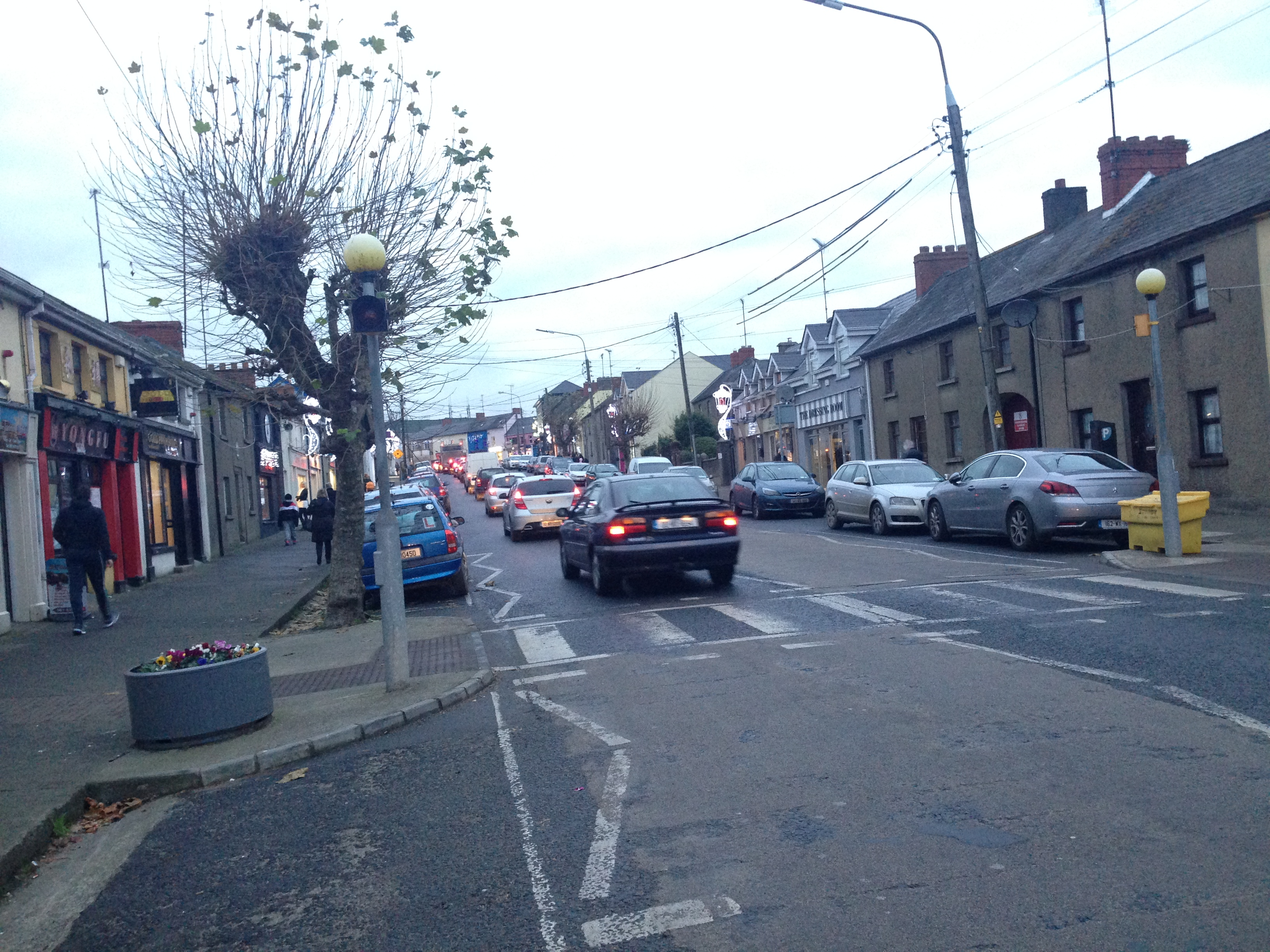
Вулиця Есмонде

Courtown Harbour або Courtown, невеликий курортний готель, який використовують відвідувачі вихідних з Дубліна, розташований 6 км на схід від Горі.
У 2011 році місто відзначило 150-річчя освячення церкви Христа (Kilmakilloge).  Церкву, яка була завершена в 1861 році, спроектував Джеймс Уелланд, один з провінційних архітекторів церковних уповноважених Ірландської церкви.  Його вітражі розробили Гаррі Кларк та Кетрін О'Брайен. 

## Спорт
Naomh Éanna була заснована в 1970 році групою християнських братів. Клубна площа Наом Еанни називається Pairc uí Síochain, розташована на вершині Clonattin Gorey Co.Wexford. Наом Еанна виграла свій перший титул графства серед старших у метанні в 2018 році. 
У місті також є два футбольні клуби: Gorey Rangers та Gorey Celtic. Горі Рейнджерс знаходиться на виставковому майданчику та в Рамстауні, тоді як Gorey Celtic знаходиться в Муллаунфін Креа на околиці міста. [джерело?]
Регбі-клуб Gorey знаходиться за адресою Clonattin. Серед колишніх гравців - Нік Поппвелл та Робін Коупленд. [джерело?]

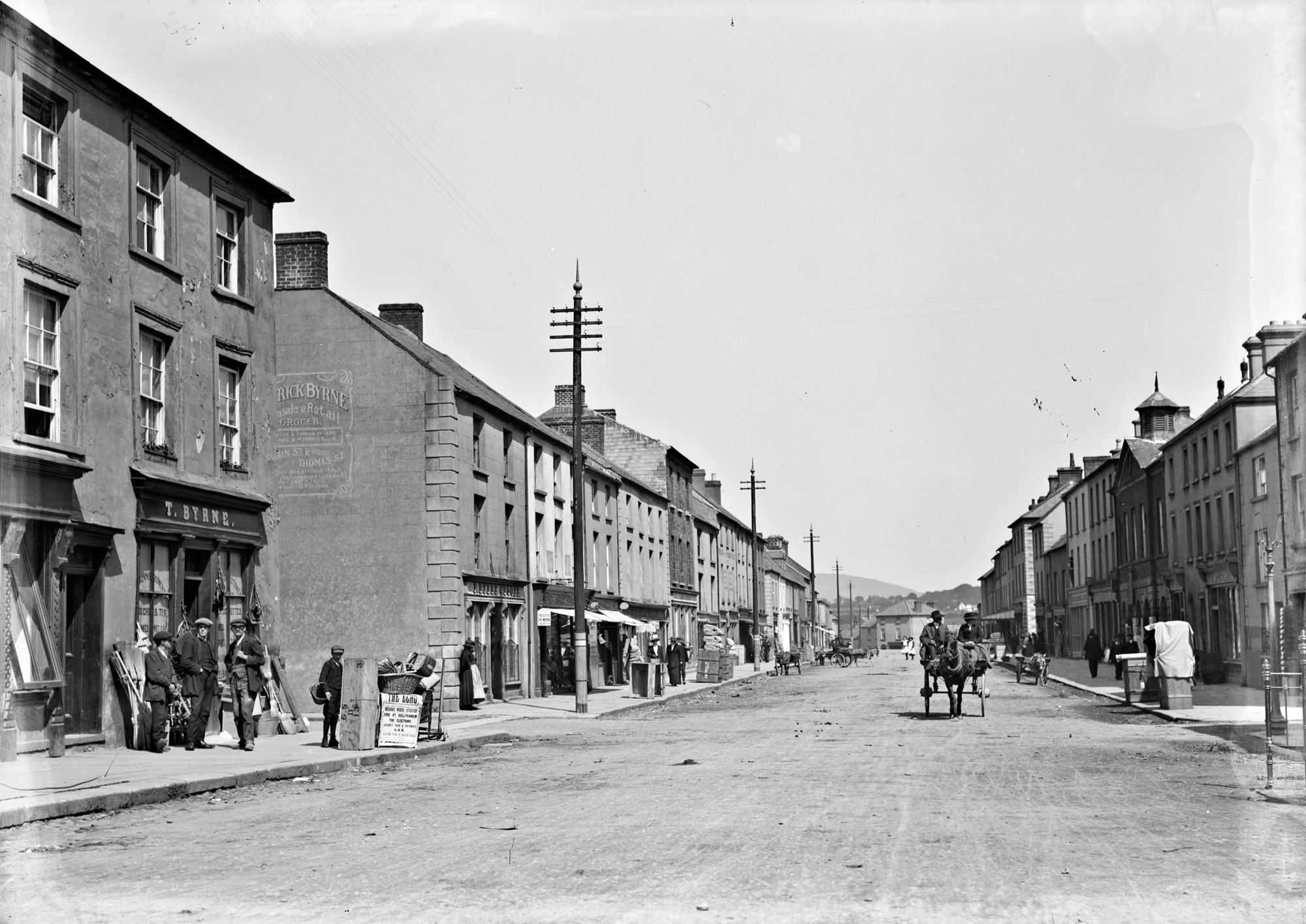
Магазини на Горі-Мейн-стріт, близько 1920-х років

## Освіта
Основна загальноосвітня школа Горі, Громадська школа Горі, навчається понад 1500 учнів.  У 2012 році відкрилася ще одна школа після початкової школи - Крігський коледж, в якій міститься збільшена кількість учнів середніх шкіл Горі. П’ять місцевих початкових шкіл, Початкова школа Горі Лорето, Початкова школа Святого Йосифа, Центральна школа Горі, Гаельскойл Мошіолог Гуайре та Національна школа «Горі навчаються разом», як і ряд шкіл в околицях. Додаткову середню школу, Крізький коледж, було відкрито в 2011 році внаслідок переповнення шкільної громади. [джерело?] Школа мистецтв Горі — це школа мистецтв після закінчення навчання.
Бібліотека в місті Горі відкрила свої двері в 2011 році — після десятиліття планів її побудови. 

## Транспорт
Залізнична станція Горі відкрилася 16 листопада 1863 р.  Він розташований на лінії Європорт Дублін — Росслер.
Місто лежить на трасі N11 (Дублін - Росслер), і поки в червні 2007 року не було відкрито об'їзну дорогу, проблема місцевих заторів була. Об'їзд — це 23-кілометровий подвійний проїжджий шлях високого стандарту, який був модернізований до стану автостради у серпні 2009 року. [джерело?]
Кілька автобусів обслуговують Горі. Автобус Éireann за маршрутом 002 пов'язує місто з аеропортом Дубліна та портом Росслер, тоді як маршрут 006 пов'язує Горі з Дубліном та Уотерфордом.  Ардкаван також щодня здійснює послуги сполучення Горі з Дубліном. 
Wexford Bus обслуговує послугу, яка зв’язує Горі з аеропортом Дубліна.  Крім того, автобусні лінії Gorey обслуговують два місцеві маршрути, один з яких зв’язує Gorey з Ballycanew, Ballygarrett та Courtown, а інший — місто з Ballymoney, Castletown та Inch. 

## ЗМІ та розваги
Gorey Guardian і Gorey Echo — це місцеві газети. 
З 1950-х років у Горі діє місцевий театральний колектив, який щорічно проводить низку вистав зі своєї аудиторії на 300 місць. 
Музичне товариство Горі випускає одну постановку на рік і постановку в 2007 році в Оклахомі! отримав нагороду «Найкраще загальне шоу» на нагородах Асоціації ірландських музичних товариств у Кілларні. 
Хорова група Gorey, змішаний хор, заснована в 1970-х роках, брала участь у ряді конкурсів і виграла перший план у секції джазу та популярної музики Міжнародного хорового фестивалю в Корку 2016 року.
Протягом 15 років протягом 1970-х — початку 1980-х років у місті влітку проходив Фестиваль мистецтв Горі, організований місцевим художником Полом Фангем.  Виконавці на фестивалі включені U2, Horslips, Кріс де Бург, Крісті Мур, Planxty, Makem і Кленсі, Ніолл Тойбін і Імон Морріссі.  
Щороку, починаючи з кінця липня і до початку серпня, головна вулиця Горі закривається на кілька днів для фестивалю Market Market. 
У місті є ряд пабів, барів та нічних клубів. На дорозі Куртаун знаходиться кінотеатр із семи екранами. 

## Відомі особистості
- Майкл У. Д'Арсі, політик [39]
- Робін Коупленд, гравець у регбі [джерело?]
- Конор Макдональд, гравець у герлінг [40]
- Біллі Бірн, колишній гравець у герлінг  і переможець в Ірландії [41]
- Гер Куше, колишній гравець у герлінг  і переможець в Ірландії
- Дарра Макдональд, колишній паралімпійський золотий призер у плаванні [42]
- Герберт Ф. Хоре, історик, автор та археолог [джерело?]
- Джеймс Годкін, автор і журналіст [43]
- Колм О'Горман, директор Amnesty International Ireland [44]
- Ейслінг О'Ніл, актриса, живе в Горі [45]

## Побратимство міст
Горі побратим у Шотландії з Обаном. 